# Agrotis ochrea
Agrotis ochrea är en fjärilsart som beskrevs av Culot 1909. Agrotis ochrea ingår i släktet Agrotis och familjen nattflyn. Inga underarter finns listade i Catalogue of Life.